# Provozní interval (železnice)
Provozním intervalem se v železniční dopravě rozumí nejkratší čas, který je potřebný pro splnění všech úkonů předepsaných pro zajištění plynulé jízdy vlaků a bezpečnosti v místech jejich možného vzájemného ohrožení. Provozní intervaly zkoumáme v dopravnách a některý dalších stanovištích na širé trati, např. v odbočkách, kolejových splítkách a kolejových křižovatkách (nejsou-li zároveň dopravnami), v zastávkách s jednostranným nástupištěm na dvoukolejných tratích, v nákladištích a na vlečkách, kde se obsluhující vlaky uzavírají, aby mohla probíhat vlaková doprava.
Jedná se tedy o nejkratší možný čas mezi jízdami dvou po sobě následujících vlaků přes místo možného vzájemného ohrožení.

## Druhy provozních intervalů
Provozní intervaly dělíme na staniční a traťové.
Rozdělení staničních intervalů:
- interval křižování
- interval postupných vjezdů
- interval postupného vjezdu a odjezdu
- interval postupného odjezdu a vjezdu
- interval postupných odjezdů

Rozdělení traťových intervalů:
- interval následné jízdy
- interval protisměrné jízdy

Existují dále intervaly na nástupištích, které jsou zjišťovány tam, kde může dojít k ohrožení cestujících při výstupu či nástupu. Tyto intervaly můžeme zjišťovat ve stanicích (neperonizované stanice) nebo na trati (zastávky na dvoukolejných tratích, kde je pro přístup k jednomu z nástupišť nutný vstup do jedné z traťových kolejí).